# 8×22mm 남부

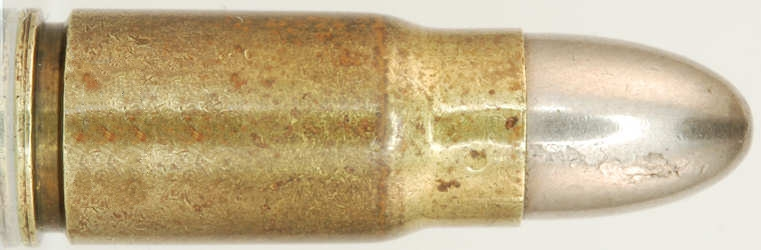
일본군 권총 탄약통.

8×22mm 남부(8×22mm Nambu)는 1904년 일본 제국에서 도입된 림이 없는, 병목형 권총 탄약통으로 100식 기관단총, 남부 권총(A형, B형, 14년식), 94식 권총에 사용되었다. 8×22mm 남부 탄약은 태평양 전쟁과 중일 전쟁에서 모두 사용되었다.

## 기원
19세기 말에 접어들면서 보르하르트 C-93과 마우저 C96 같은 특정 반자동 권총 설계가 생산되기 시작했다. 메이지 유신 중이던 일본은 군사 기술에서 뒤처지지 않기 위해 26년식 리볼버를 대체할 것을 고안했다. 1902년에 8×22mm 남부 탄약을 사용하는 첫 14년식 권총이 개발되었다. 처음에는 일본 육군 및 해군 장교들의 개인 구매를 위해 생산되었으며, 8×22mm 남부는 1926년에 14년식 권총 탄약으로 지정되기 전까지는 공식적으로 채택되지 않았다.

## 사용
8×22mm 남부 탄약은 러일 전쟁 동안 처음 사용된 남부 권총에 처음 사용되었다. 주요 사용은 중일 전쟁과 태평양 전쟁이 되어서야 시작되었는데, 이 시기에 100식 기관단총이 개발되었으며, 이 또한 8×22mm 남부 탄약을 사용했다. 1945년 전쟁이 끝날 무렵, 약 40만 정의 남부 권총과 8,500정의 100식 기관단총이 생산되었다. 소량의 남부 권총은 제2차 세계 대전 이전에 시암과 중국으로도 수출되었다.
제2차 세계 대전 이후, 베트남 전쟁 초기에 남베트남 민족해방전선이 8×22mm 탄약을 사용했다는 단편적인 보고가 있었고, 6.25 전쟁에서는 중국 공산군도 사용했다. 그 후 8×22mm 탄약을 유지할 큰 수요는 없었으며, 전후 자위대는 9mm 파라벨룸으로 신속하게 대체했다. 9mm 파라벨룸은 제2차 세계 대전 중 이미 영국과 독일에서 사용 중이었다. 자위대는 남부 권총과 100식 기관단총을 각각 SIG Sauer P220과 Minebea PM-9로 대체했다.
1939년에 일본 육군 조병창에서 생산된 8×22mm 남부 탄약의 비용은 10,000발당 390 엔이었다. 8×22mm 남부의 희귀성과 역사적 영향 때문에 전후 수집가들 사이에서 인기가 높아졌다. 2009년에는 단 15발들이 한 상자가 250달러에 판매되었다.

## 성능
남부 권총에서 발사될 때 표준 군용 8×22mm 남부 탄약은 총구에서 약 310 미터 매 초 (1,030 ft/s)의 속도로 이동하는 6.6-그램 (102 gr) 총알을 사용한다. 8×22mm 남부의 총구 에너지는 9×19mm의 절반, 7.62 × 25 mm 토카레프의 절반 미만이며, 종종 저지능이 부족하다고 평가된다. 그러나 전반적인 저지능은 제2차 세계 대전 중 독일과 이탈리아 장교들이 사용했던 9×17mm(.380 ACP)와 비슷하다.

## 같이 보기
- 8mm 구경
- 권총 탄약통 목록
- 제2차 세계 대전 보병 무기 목록 – 일본